# Shunta Ishikura
Shunta Ishikura (jap. 石倉俊太 Ishikura Shunta; ur. 7 stycznia 1937 w prefekturze Toyama) – japoński zapaśnik walczący w stylu klasycznym. Olimpijczyk z Rzymu 1960, gdzie zajął piętnaste miejsce w kategorii 79 kg.
Piąty na mistrzostwach świata w 1959 roku.